# Arroyo de Abejuela
El Arroyo de Abejuela es un pequeño río que cruza los municipios de Letur y Férez, en la provincia de Albacete. Es afluente del arroyo de La Mora. En su curso alto, suele estar seco durante el verano. Nace bajo el Calamorra (961 m), y sigue dirección N, hasta llegar al pueblo Abejuela, que lo atraviesa, y después se tuerce hacia el O, por debajo del Bermeja (921), donde hay un molino. Llega al municipio de Férez, bordeando la sierra de La Solana, por el N, hasta desembocar en el arroyo de La Mora.